# Zora Neale Hurston
Zora Neale Hurston (Notasulga, 7 de janeiro de 1891 - Fort Pierce, 28 de janeiro de 1960) foi uma antropóloga, folclorista, roteirista, cineasta e escritora norte-americana.
Durante a vida, Zora escreveu cerca de 50 contos, peças e ensaios, além de livros como Their Eyes Were Watching God, publicado em 1937. Nascida no Alabama, a família se mudou para Eatonville, Flórida, em 1894, cidade que foi cenário de várias de suas histórias. Hoje, a cidade tem o festival anual Zora!, em suas homenagem. No início da carreira, conduziu pesquisa antropológica e etnográfica no Barnard College e na Universidade Columbia, com foco em folclore caribenho e afro-americano, o que contribuiu para a formação de uma identidade dessas comunidades.
Escreveu vários ficções e ensaios contemporâneos sobre a comunidade negra e se tornou figura central no movimento do Renascimento do Harlem, Em suas sátiras, ela falava sobre a segregação e a experiência de ser uma mulher negra na sociedade norte-americana, tendo publicado antologias como The New Negro: An Interpretation e Fire!!. De volta à Flórida, Zora escreveu e publicou livros de antropologia sobre o folclore afro-americano no norte da Flórida, Mules and Men (1935), e o primeiro de seus três romances, Jonah's Gourd Vine (1934); Their Eyes Were Watching God (1937); e Moses, Man of the Mountain (1939). Por volta dessa mesma época, publicou Tell My Horse: Voodoo and Life in Haiti and Jamaica (1938), onde documentou sua pesquisa a respeito dos rituais da Jamaica e do Haiti.
Seus livros falavam de questões como a luta diária dos negros norte-americanos, especialmente as mulheres. Seus livros caíram no esquecimento da crítica literária por décadas até ter o interesse renovado a partir de 1975, em especial com o trabalho de Alice Walker e após a publicação de um artigo chamado "In Search of Zora Neale Hurston". Seu manuscrito Every Tongue Got to Confess, uma coleção de contos populares coletados em 1920, foi publicado em 2001 depois de serem descobertos nos arquivos do Smithsonian. Seu livro Barracoon: The Story of the Last "Black Cargo", sobre a vida de Cudjoe Lewis, foi publicado postumamente em 2018.

## Biografia
Zora nasceu em Notasulga, no Alabama, em 7 de janeiro de 1891. Era a sexta dos oito filhos do casal John Hurston e Lucy Ann Hurston. Todos os seus avós nasceram na escravidão. Seu pai era um pastor da Igreja Batista, tal como o avô paterno, e arrendatário em uma fazenda, que depois se tornaria carpinteiro. Sua mãe era professora em uma escola primária.
Aos 3 anos de idade, a família se mudou para Eatonville, Flórida. Em 1887, esta era uma das primeiras cidades de população majoritariamente negra a ser incorporada aos Estados Unidos. Em suas memórias, Zora comenta que Eatonville era um "lar" para ela, já que se mudou para lá ainda muito pequena. Algumas vezes, alegou que foi lá que nascera. Anos depois, seu pai foi eleito prefeito em 1897. Em 1902, ele foi chamado para trabalhar como ministro batista em uma igreja maior.
Eatonville também serviu de cenário para várias das histórias de Zora, onde os negros poderiam viver sem influência da sociedade branca. Em 1901, professores vindos do norte do país visitaram a cidade e deram a Zora vários livros, o que a fez se interessar pela literatura. Zora passou toda a sua infância na cidade e chegou a escrever um ensaio sobre sua vida por lá em 1928, "How It Feels To Be Colored Me".
Sua mãe morreu em 1904 e seu pai se casou com Mattie Moge, em 1905. O casamento foi considerado um escândalo na época, e acreditava-se que o relacionamento dos dois teria começado antes da mãe de Zora morrer. O casal mandou Zora estudar em um colégio interno batista, mas eles deixaram de pagar pelas mensalidades e ela foi expulsa.

## Trabalho e estudos
Em 1916, Zora começou a trabalhar como empregada para a principal cantora da companhia teatral Gilbert & Sullivan. Em 1917, ela voltou a estudar, estudando no Morgan College, escola de ensino médio da Morgan State University, tradicional instituição de alunos negros de Baltimore, Maryland. Nesta época, como forma de se candidatar a uma vaga gratuita, Zora começou a escrever que sua data de nascimento em 1901. Ela se formou em 1918.

### Faculdade
Em 1918, Zora começou a estudar na Universidade Howard, instituição voltada para alunos negros, em Washington, DC. Foi co-fundadora do jornal universitário The Hilltop. Na faculdade, teve aulas de espanhol, inglês, grego e oratória. Em 1921, escreveu um conto, "John Redding Goes to Sea", o que a levou a ser membro do clube literário de Alain LeRoy Locke, The Stylus.
Zora deixou a Howard em 1924 e no ano seguinte ganhou uma bolsa de estudos de Annie Nathan Meyer, reitora do Barnard College. Barnard é parte da Universidade Columbia e era uma faculdade voltada para o público feminino. Zora era a única aluna negra na instituição na época. No Barnard, ela pesquisou etnografia com o reconhecido antropólogo Franz Boas e posteriormente estudou com ele como estudante de graduação. Também trabalhou com Ruth Benedict e Margaret Mead. Zora tornou-se bacharel em antropologia em 1928, aos 37 anos.
Por volta dessa época, Zora conheceu Charlotte Osgood Mason, filantropa e patrona literária, que ficou interessada em seu trabalho e carreira. Charlotte apoiava outros autores negros, como Langston Hughes e Alain LeRoy Locke, este último tendo recomendado Zora para ela. Charlotte pagou sua viagem para o sul do país com fins de pesquisa, entre 1927 e 1932, mas exigiu que na volta Zora lhe desse todo o material conseguido com a pesquisa. Zora tentava satisfazer seus patrocinadores, mas também queria ter o controle sobre o que produzia.
Depois de se formar no Barnard, Zora estudou dois anos na graduação em antropologia de Columbia, trabalhando com Boas durante esse período. Morando no Harlem na década de 1920, ela se tornaria amiga de poetas como Langston Hughes e Countee Cullen, entre vários outros escritores da época. Seu apartamento era local de reuniões sociais e saraus. Por volta dessa época, Zora começou a ter reconhecimento e sucesso literário, incluindo um lugar na coletânea de contos Opportunity: A Journal of Negro Life, publicado pela National Urban League.

## Morte
Em um período de dificuldades financeira e, especialmente, de saúde, Zora foi obrigada a entrar para uma casa de cuidados paliativos no condado de St. Lucie, onde teve um AVC. Ela morreu devido a uma doença cardíaca hipertensiva em 28 de janeiro de 1960, aos 69 anos e foi sepultada no cemitério Garden of Heavenly Rest, em Fort Pierce, na Flórida. Seus restos mortais permaneceram em uma sepultura sem identificação até 1973. A escritora Alice Walker e sua colega Charlotte D. Hunt, encontraram a sepultura e colocaram a lápide com os seus dados.
Na lápide se lê:
| “ | Zora Neale Hurston - Gênio do Sul - Escritora, folclorista e antropóloga - 1901-1960 | ” |

A passagem "gênio do sul" é de um poema de Jean Toomer, Georgia Dusk. Apesar de a lápide dizer que seu nascimento foi em 1901, ela é de 1891. Depois de sua morte, parte de seus escritos foram queimados, mas um amigo que passava na frente do local conseguiu salvar parte dos papéis, que depois foi doada para a biblioteca da Universidade da Flórida, em 1961, por Marjorie Silver, amiga e vizinha de Zora.